# Circuit hidràulic

Circuit hidràulic

Un circuit hidràulic és un conjunt d'elements pel qual circula un fluid hidràulic (generalment oli) que reuneix les següents condicions: és impulsat per una bomba hidràulica, que recull el fluid d'un dipòsit, i l'impulsa per unes canonades, on es realitza un control, per acabar en uns elements que transformen el cabal hidràulic en moviment, i per mitjà d'altres canonades retorna al dipòsit.

## Estructura i funcionament

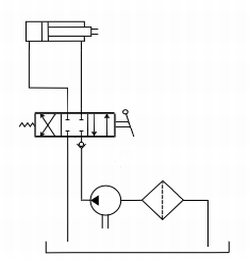
Esquema del circuit anterior

Perquè un circuit funcioni, és necessària una sèrie d'elements, del que tot seguit es fa una descripció.

### Fluid hidràulic
El fluid hidràulic, normalment és un oli mineral, ja que és l'únic fluid que pot reunir la sèrie de requisits que es detallen.
- Transmetre la pressió.
- Lubrificar les parts mòbils dels equips.
- Refrigerar, és a dir, derivar la calor generada per la transformació d'energia.
- Amortitzar les vibracions causades pels pics de pressió.
- Protegir contra la corrosió.
- Eliminar partícules abrasives.
- Transmetre senyals.
- En algunes aplicacions, per exemple, la mineria, en màquines que treballen a temperatura elevada o instal·lacions elèctriques, és de difícil inflamació.

Es poden classificar segons la norma Deutsches Institut für Normung 51524 i 51525.

### Bomba hidràulica

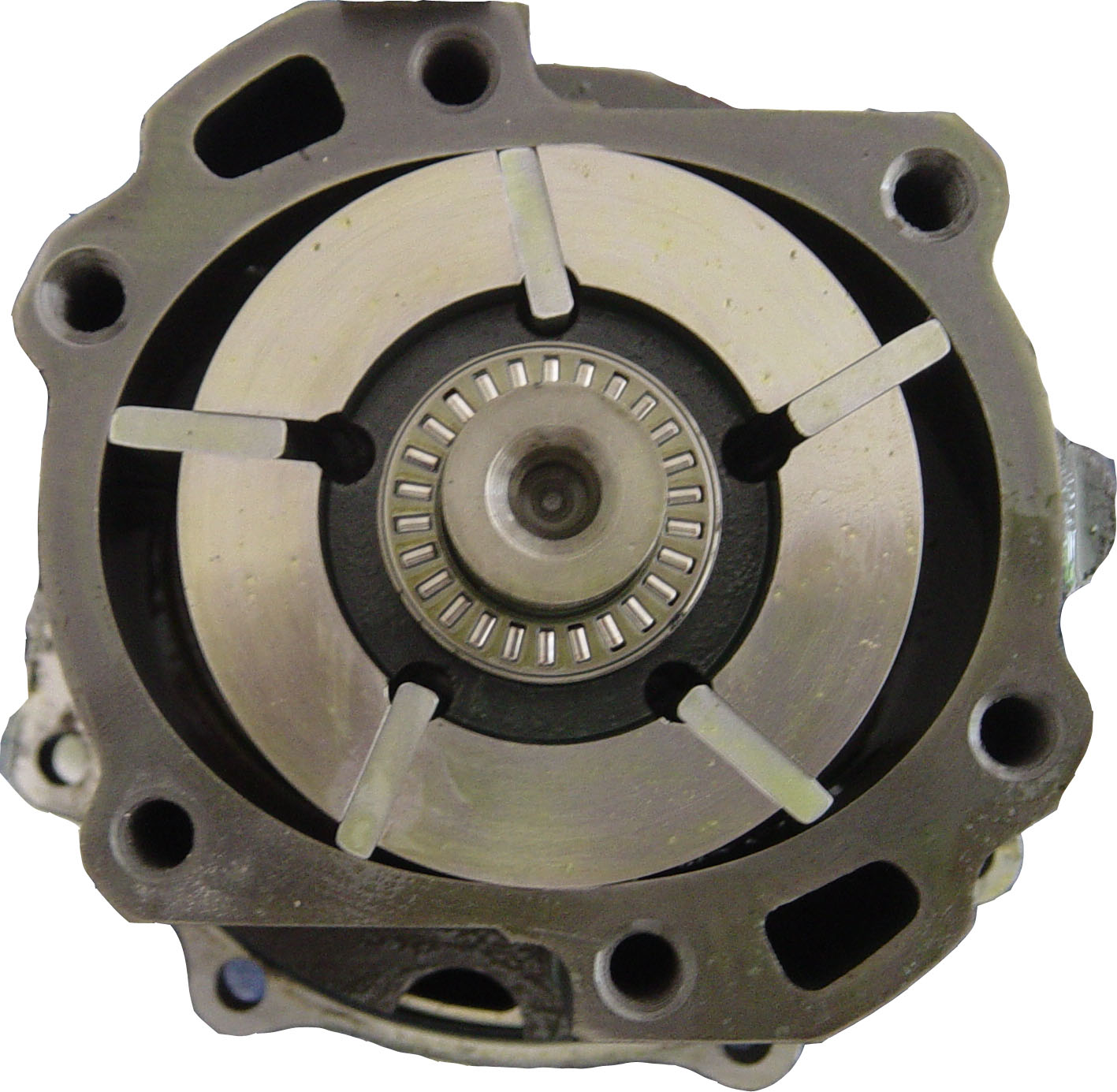
Bomba hidràulica de paletes

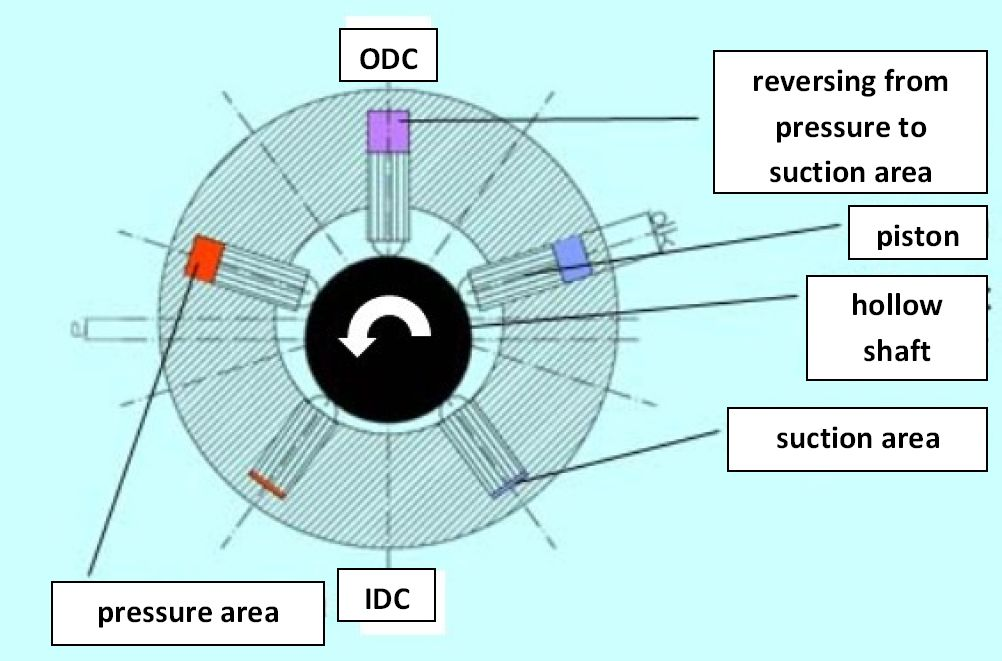
Esquema de bomba de pistons radial

És l'element principal de tot circuit hidràulic, ja que és el que aporta el cabal suficient perquè funcioni. Aquí hi pot haver un equivoc molt sovint, ja que les bombes donen cabal, i suporten pressió.
En tota bomba hi ha una sèrie de paràmetres que cal conèixer:
- Pressió màxima suportada.
- Cabal que entrega en funció de la velocitat a què actua.
- Revolucions màximes a les que treballa.
- Volum intern per volta.

Per altra banda, i com és fàcil suposar, existeixen diferents tipus de bomba, segons el seu funcionament, i avui en dia les que més es fan servir són les d'aletes, en què unes aletes xuclen i impulsen l'oli pel circuit, i les de pistons, ja que aquestes últimes poden ser de cabal variable.

### Elements de control
Anomenats també vàlvules, que s'encarreguen de controlar la pressió, el cabal o de distribuir l'oli segons la maniobra que ens interessi. La vàlvula reguladora de pressió o ventil, és una vàlvula que protegeix tot el circuit contra les altes pressions que el podrien destruir. Quan interessi reduir el cabal en el circuit intercalarem una vàlvula reguladora de cabal. De la mateixa manera quan es vol distribuir el circuit intercalarem una vàlvula distribuïdora o de vies, i el seu accionament serà normalment, per bobines elèctriques.
I per acabar, quan volem que un circuit sigui d'una sola direcció, farem servir vàlvules direccionals, de tancament o de no retorn, segons interessi.

### Elements de maniobra

Esquema de motor hidràulic

Dintre dels elements de maniobra tenim principalment dos tipus de mecanismes:
- Cilindres hidràulics, que transformen en moviment rectilini l'energia del circuit. En totes les seves versions, de simple efecte, doble efecte, amb amortització final, etc.
- Motors Hidràulics, que transformen l'energia en moviment circular. També existeixen moltes versions, ja que tan sols cobreixen angles o que tenen cabal variable.

### Dipòsit
Part molt important del circuit, ja que no tan sols conté el fluid, si no que a més serveix per a la seva adequació, eliminació d'aire, escumes, refrigeració, i d'altres. Al tub d'aspiració de la bomba acostuma a haver-hi un filtre per l'eliminació de les partícules produïdes pel desgast.